# Modelo
Modelo este un oraș în Santa Catarina (SC), Brazilia.